# Patatogravure

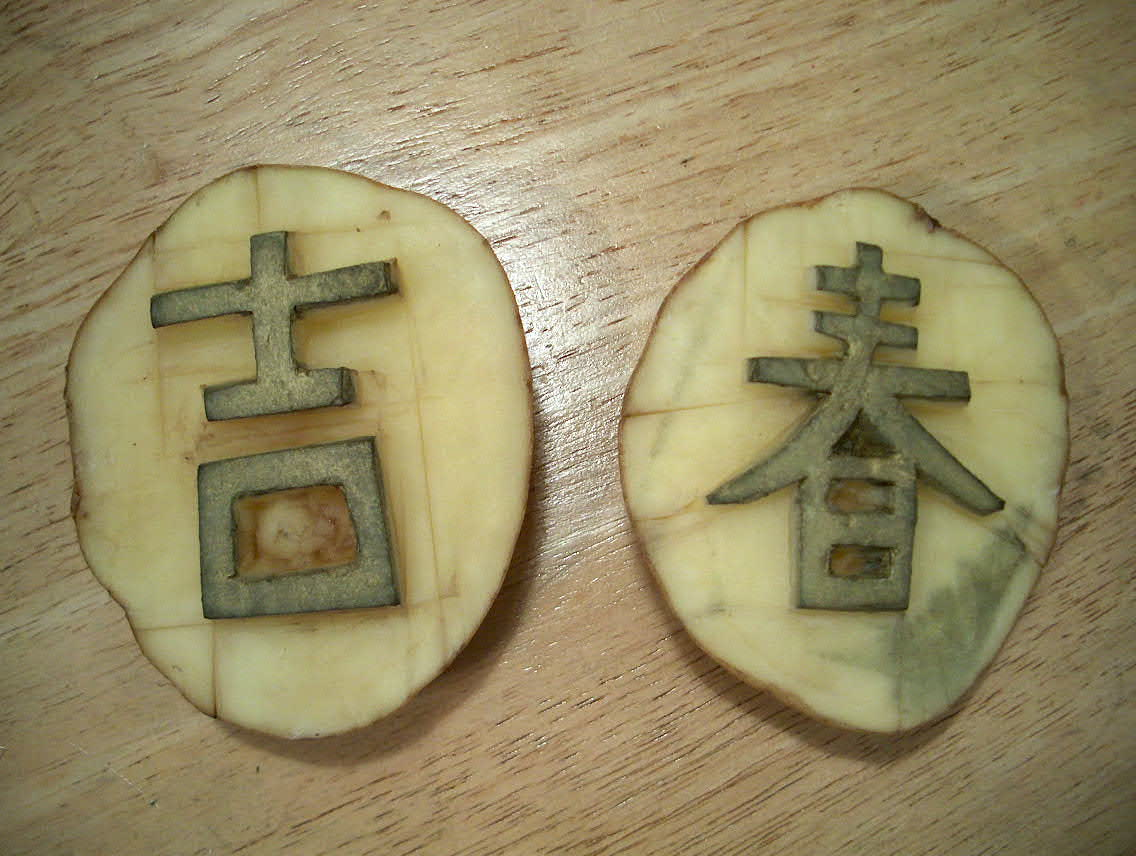
Exemple de patatogravure en Chine.

La patatogravure est une activité manuelle, généralement destinée à jeunes enfants, qui consiste à sculpter dans la chair de pommes de terre des lettres ou des motifs ou des formes géométriques.
La patatogravure utilise la technique de la gravure en taille d'épargne, consistant à sculpter des formes en creux ou en relief dans un matériau puis, après encrage, à l'appliquer sur une surface à imprimer. Là où la xylogravure emploie du bois, la linogravure du linoleum et le criblé du métal, la patatogravure utilise les propriétés du tubercule de pomme de terre non cuit, suffisamment tendre pour être taillé mais suffisamment dur pour que l'impression soit nette.
La coupe transversale d'une pomme de terre oblongue permet la préhension par l'extrémité et l'impression par la partie médiane une fois sculptée puis enduite de peinture ou d'encre. La méthode de la patatogravure permet de répéter des motifs sur un support et d'obtenir un rendu proche de la peinture à l'éponge.
La patatogravure est utilisée dans la pédagogie dans le but de stimuler la créativité par l'utilisation d'un outil intermédiaire inspiré des techniques traditionnelles de l'estampe.